# Balaguer
Balaguer es un municipio español de la provincia de Lérida (Cataluña). Es la capital de la comarca de La Noguera y del partido judicial de Balaguer, y tiene una población de 17 705 habitantes (INE 2024)., siendo el tercer municipio de la provincia después de la capital, Lérida, de la que dista unos 30 km, y de Tárrega. El municipio es un importante centro hortícola e industrial para la provincia. Está comunicado mediante las carreteras C-12, C-13, C-26 y C-53 y la línea de ferrocarril de Lérida a La Puebla de Segur.

## Topónimo
El término procede de la voz ibera "bálec", aliaga; el sufijo -er indicaría "paraje poblado de aliagas". En castellano "bálago" es la paja larga de los cereales tras haber sido trillados.

## Heráldica
La localidad da nombre a un apellido, localizado principalmente en la Comunidad Valenciana, Baleares y Barcelona. Pedro de Balaguer fue uno de los caballeros del séquito de Jaime I, que lo acompañó en sus conquistas de Mallorca y Valencia.

## Geografía

Localización de Balaguer en la comarca de La Noguera

La ciudad se encuentra en el valle del río Segre, río que pasa por la población y al que vierte sus aguas el río Sió justo antes de llegar Balaguer. La población limita al norte con Gerb, que pertenece a Os de Balaguer; al noreste con Camarasa; al este con Asentiú; al sureste con Vallfogona de Balaguer; al sur con Termens; al suroeste con Menarguéns; y al noroeste con Castellón de Farfaña.

## Historia

### Orígenes
Es probable que la ciudad hubiese contado con un asentamiento íbero o romano. Se han encontrado restos de la época romana y parte de las fortificaciones son de los siglos III y IV. Sin embargo la primera mención que se conoce de la ciudad data del siglo IX. El padre Sanahuja cita un texto de 864 en el que se cuenta que unos monjes de Albi, de camino entre Zaragoza y Francia, reposaron en Balagium para después seguir en dirección a Berga. Es probable que Balaguer fuese una fortaleza para guardar un puente sobre el Segre, y alrededor de la cual creció la población que le proveía de los bienes necesarios para la guarnición.

### La Edad Media
Según Ibn Abū Ahmad, la importancia de Balaguer empezó en tiempos de los Banū Qasī, cuando Lope Ibn Ahmad, señor de Lérida y que había construido la Suda en 862, construyó la fortaleza en 877. Otro escrito árabe de la mezquita de Túnez nombra a la población con motivo de la batalla de Albesa, ocurrida en el año 1003, según el texto, cerca de Balagué. 
Un texto de al-‘Udrī explica que Muhammad Ibn Lope, quien en 897 hirió mortalmente a Wifredo el Velloso en un ataque a Barcelona, asedió los castillos de Monzón, Balagay (Balaguer) y Barbastro. En 927 los pobladores se levantaron contra Llop, pero la ciudad se mantendría en manos de los Banū Hūd de Lérida.
La ciudad resistió los intentos de conquista de Arnau Mir de Tost, pero fue finalmente conquistada por Giraldo II de Cabrera, por orden de Armengol V de Urgel. La ciudad permaneció bajo dominio cristiano entre 1100 y 1101, y pasó definitivamente a manos de Urgel en 1105, en un ataque llevado a cabo por Ramón Berenguer III de Barcelona y Pedro Ansúrez, quien se había hecho cargo del condado de Urgel hasta la mayoría de edad de Armengol VI. Por la conquista la ciudad pasaba a manos del conde de Urgel, quien estableció su residencia en ella, pero ofreciendo vasallaje al de Barcelona y al rey Alfonso I de Aragón. El vizconde de Áger recibió, de parte del conde de Urgel, una cuarta parte de la ciudad y un derecho a la antigua Suda, ahora Castell Formós y que fue la residencia de los condes de Urgel. El 7 de junio de 1111 la ciudad y las tierras de Balaguer pasaron a la diócesis de Urgel.
Los sucesivos ataques musulmanes de Lérida a la población, provocaron que se alentara la repoblación de la zona. El 13 de abril de 1106, Giraldo II de Cabrera infeudó sus derechos sobre la Suda y la cuarta parte de la ciudad que poseía a Arnau Berenguer de Anglesola. En 1113 se concedieron otros derechos al obispo de Urgel y al caballero Bernardo Eixard para promocionar la repoblación.
Sin embargo, las primeras repoblaciones importantes se produjeron los años 1118 y 1174. En 1118 se otorgó la propiedad de las tierras de ambas riberas del río a sus habitantes, beneficiándose de esta medida hasta 27 familias, como los Guadall, Guirt, Bernat, Fortés, Isarno o Arnaldo. El año 1174 se repobló con gente proveniente de las valles de Áger y Meyá. Posteriormente llegaron gentes de Ribagorza, Gascuña y el Languedoc. Posteriormente se ampliaron los derechos de los habitantes de Balaguer, quedando exentos de pasar por las ordalías de las pruebas caldarias y del hierro candente, quedaban libres de los malos usos señoriales y se establecía un mercado los sábados y la feria de san Bartolomé.
Durante el conflicto entre la nobleza y el rey Jaime I de Aragón, la ciudad fue una importante plaza de los rebeldes, hasta ser asediada y tomada el año 1280, tal y como se cuenta en la Crónica de Bernat Desclot. Armengol X de Urgel se hizo entonces vasallo del rey para tratar de retener el condado, aunque finalmente, sus tierras acabaron siendo heredadas por Alfonso IV de Aragón. Las tierras pasaron de nuevo a manos de los condes de Urgel, hasta que finalmente el condado pasó definitivamente a la monarquía en manos de Fernando de Antequera en 1413. El rey Fernando I dejó la ciudad en testamento al rey Juan II de Aragón y Navarra, quien tomó posesión de ella en 1418. Durante la Guerra de los Remensas el rey Juan II estableció su base de operaciones en Balaguer en 1462 hasta la caída de Lérida en 1464. Tras la muerte de este, la ciudad pasó a su hijo y heredero Fernando II de Aragón, para quedarse definitivamente incorporada a la corona.

### Balaguer desde la Edad Moderna
Durante la Edad Moderna, Balaguer desarrolló relaciones fluidas con las poblaciones vecinas. Carlos I de España concedió a la ciudad la celebración de la feria de San Pedro y se declaró que no podría ser separada nunca más de la corona. Durante el siglo XVI la ciudad sufrió los efectos de la peste y el bandolerismo, que se había hecho común en la Noguera, destacando el Alcalde de Alós, Arnau Escuder, que en 1589 llegó a asediar el castillo de Cubells.
Durante la Guerra de los Segadores, los franceses ocuparon la ciudad en 1642, siendo recuperada por las tropas castellanas dos años más tarde. Posteriormente la ciudad fue atacada nuevamente desde Aragón por los franceses en diversas ocasiones hasta reconquistarla. Finalmente fue tomada definitivamente en 1652.
Durante la Guerra de Sucesión Española, Balaguer se puso de parte del archiduque Carlos de Austria en 1706. En 1710, el frente de guerra estaba situado en el Segre, y las tropas aliadas, mandadas por Guido von Starhemberg y James Stanhope, cruzaron el río Segre por el puente de Balaguer debido a la crecida del río, que hacía impracticable el paso por otro lugar. Tras el paso del río, las tropas austracistas se enfrentaron a las borbónicas en la batalla de Almenar. Finalmente la ciudad fue tomada por las tropas de Felipe V de España el 1711, y en los Decretos de Nueva Planta fue castigada, pasando de cabeza de veguería a alcaldía mayor del corregimiento de Lérida. 

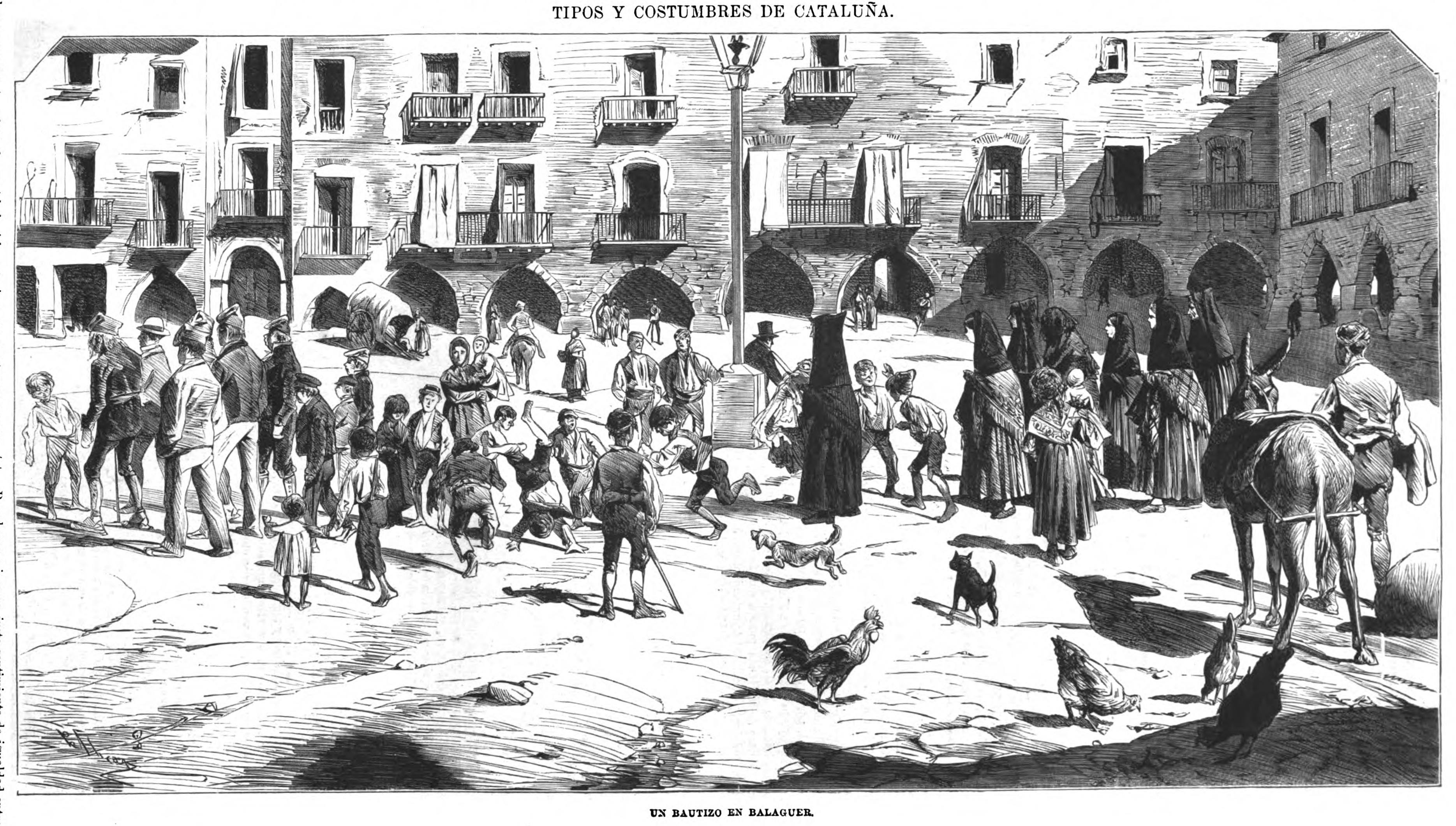
Grabado representando un bautizo en Balaguer en la segunda mitad del

Durante la invasión napoleónica, un Balaguer desierto fue ocupado por el mariscal Louis Gabriel Suchet, jefe del ejército de Aragón, el 4 de abril de 1810, quien conquistó Lérida el 10 de mayo del mismo año.
Durante la Primera Guerra Carlista, la ciudad de Balaguer volvió a ser fortificada, pero el 1894, las murallas y dos portales fueron derruidos. 
Durante la guerra civil española se produjo la batalla de Balaguer entre el 22 y el 28 de mayo de 1938. En ella la República intentó contraatacar y eliminar una cabeza de puente nacional, teniendo éxito en el segundo intento.

## Geografía humana

### Demografía
Cuenta con una población de 17 705 habitantes (INE 2024).
| Gráfica de evolución demográfica de Balaguer entre 1842 y 2021                                                        |
| |
| Población de derecho según los censos de población del INE. Población de hecho según los censos de población del INE. |

## Monumentos y lugares de interés

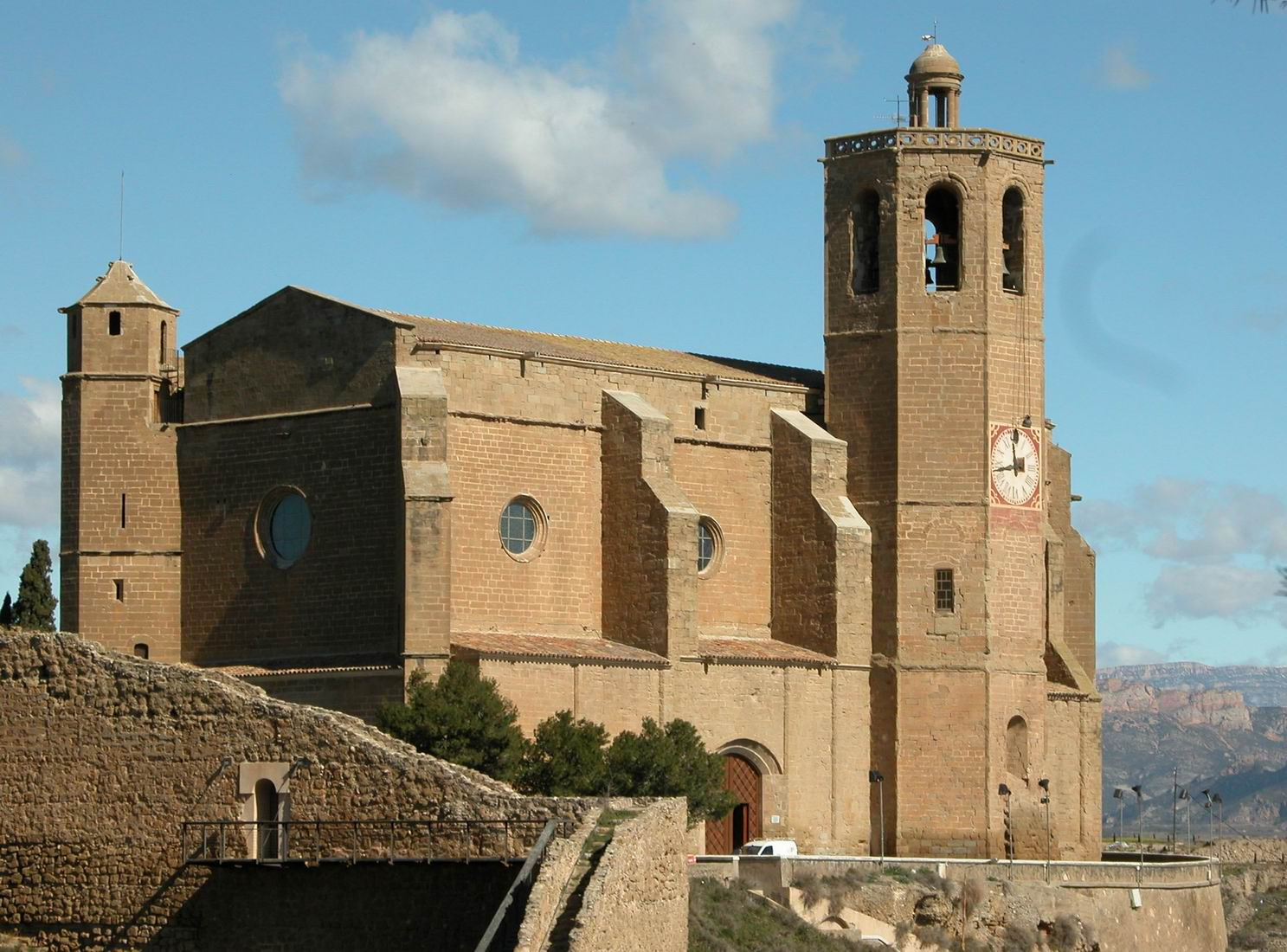
Iglesia de Santa María.

- Plaza del Mercadal, plaza porticada en el centro de la ciudad y lugar donde se celebra el mercado.
- Iglesia de Santa María, conocido como Lo Campanar, y que fue mandada construir por Pedro IV de Aragón.
- Santuario del Santo Cristo.
- Castillo Formós: castillo que fue la residencia de los condes de Urgel.
- Monasterio de Santo Domingo (Sant Domènec), convento dominico de los siglos XIV y XV.[7]
- El Palauet de la Muralla.

## Administración y política
Composición del consistorio:
- Lorena Gonzalez (GM E-AM), alcalde.
- Carlos García Gómez (GM S), primer teniente de alcalde y concejal de Obras y Servicios
- Ester Guarné Tanyà (GM E-AM), segunda teniente de alcalde y concejal de Empresa y Régimen Interno.
- Joan Biscarri Gassió (GM E-AM), tercer teniente de alcalde y concejal de Cultura.
- Gerard Torres Viola (GM E-AM), cuarto teniente de alcalde y concejal de Urbanismo y Gobernación.
- Gemma Vilarasau Cinca (GM E-AM), quinta teniente de alcalde y concejal de Deportes y Juventud.
- Lorena González Dios (GM S), concejal de Promoción Económica y Fiestas.
- Albert Saiz Vela (GM S), concejal de Educación.
- Josep Maria Roigé Rafel (GM CiU).
- Nuri Toledo Garcés (GM CiU).
- Miquel Vendell Garcia (GM CiU).
- Miquel Aige Donés (GM CiU).
- Núria Giné Rocaspana (GM CiU).
- Carles Mateu Molins (GM CUP).
- Josep Maria Colea Garcia (GM CUP).
- Albert López Millán (GM Cs).
- Joan Pla Cubedo (GM Ara Sí).